# Zheng Xingjuan
Zheng Xingjuan, född 20 mars 1989, är en friidrottare från Kina. Hon deltog vid olympiska sommarspelen 2008 och olympiska sommarspelen 2012.